# 道の駅もみじ川温泉
道の駅もみじ川温泉（みちのえき もみじがわおんせん）は、徳島県那賀郡那賀町にある国道195号の道の駅である。

## 施設
- 駐車場
  - 大型車：3台
  - 普通車：15台
  - 身障者用：1台
- トイレ
  - 男：7器
  - 女：5器
  - 身障者用：1器
- 温泉入浴施設
- 公衆電話
- 宿泊施設
- レストラン（11:00 - 20:30）
- 物産センター
- 浴場施設

## 休館日
- 第3火曜日

## アクセス
- 国道195号 - 登録路線
  - 徳島県道292号西納大久保線

## 周辺
- 那賀川
- 川口ダム
- 相生森林文化公園
- 相生森林美術館